# Terça (litúrgia)

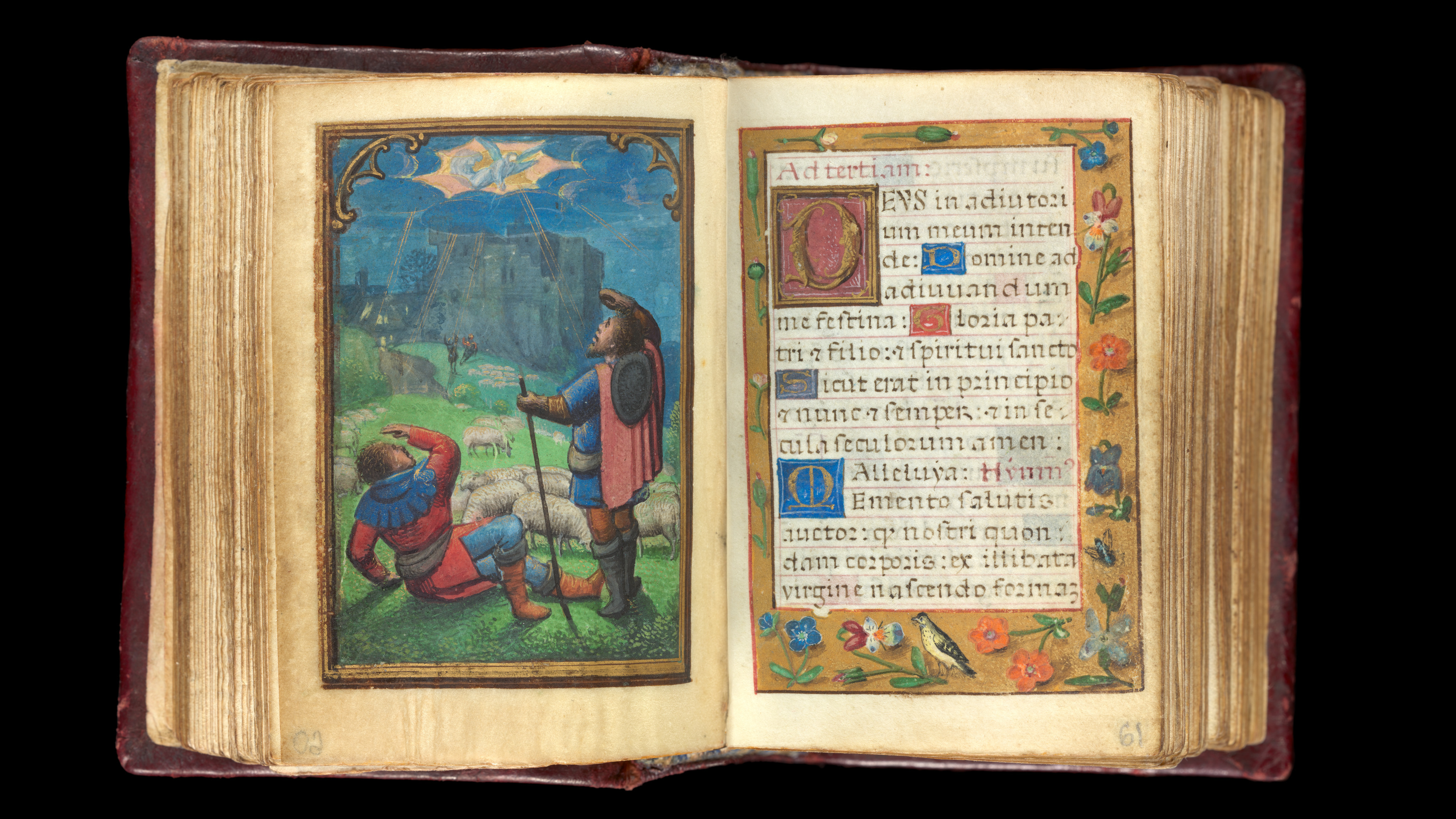
Llibre neerlandès de les hores, obert a l'hora de Terce

Terça o tèrcia és una hora canònica, hora menor de l'ofici diví o litúrgia de les hores de l'Església, corresponent a l'hora romana homònima.
Es resa al voltant de les nou del matí i consisteix fonamentalment en diversos salms. El seu nom prové del llatí i es refereix a la tercera hora després de l'alba. Amb la Sexta, Nona i Completes forma part de les anomenades 'hores menors'.